# لاري ستوك
لاري ستوك (بالإنجليزية: Larry Stock)‏ هو ملحن وكاتب أغاني أمريكي، ولد في 4 ديسمبر 1896، وتوفي في 4 مايو 1984.

## وصلات خارجية
- لاري ستوك على موقع IMDb (الإنجليزية)
- لاري ستوك على موقع ميوزك برينز (الإنجليزية)
- لاري ستوك على موقع قاعدة بيانات برودواي على الإنترنت (الإنجليزية)
- لاري ستوك على موقع أول ميوزيك (الإنجليزية)
- لاري ستوك على موقع ديسكوغز (الإنجليزية)